# Dennis Alcapone
Ne doit pas être confondu avec Dennis Smith.
Dennis Alcapone, (de son vrai nom Dennis Smith, né le 6 août 1947 à Kingston) est un disc jockey jamaïcain de reggae.

## Carrière
C'est en 1967 qu'il débute, alors que les premiers sound system apparaissent sur l'île, avec le morceau El Paso. Puis il collabore avec Keith Hudson pour ensuite rejoindre le label Treasure Isle de Duke Reid. Les succès s'enchainent, et son premier album, Guns don't argue, est produit par Bunny Lee. Si bien qu'au début des années 1970, il part en tournée à travers le monde, après avoir été nommé meilleur DJ de Jamaïque en 1972 et 1973.
Bien qu'installé à Londres depuis la fin des années 1970, il enregistre toujours pour les producteurs jamaïcains.